# Lazar
Lazar ([-z-], bulgarisch Лазар, russisch Лазарь, serbisch-kyrillisch Лазар) ist ein männlicher Vorname und Familienname.
Diese insbesondere in vielen slawischen Sprachen übliche abbrevierte Form des Namens Lazarus, besonders in Serbien, geht auf den hebräischen Namen אֶלְעָזָר (Elʿazar) zurück, der „Gott hat geholfen“ bedeutet. Die ungarische Form des Namens ist Lázár, die rumänische Lazăr, die russische in deutscher Umschrift Lasar. Außerdem ist Lazaros (griechisch Λάζαρος) ein griechischer Name.

## Namensträger

### Vorname
- Lazar Branković († 1458), serbischer Despot
- Lazăr Constantin Cojocar (* 1970), rumänischer Handballspieler und Trainer
- Lazăr Comănescu (* 1949), rumänischer Diplomat
- Lazăr Edeleanu (1861–1941), rumänischer Chemiker
- Lazar Fundo (1899–1944), albanischer Politiker
- Lazar Gulkowitsch (1898–1941), russisch-deutscher Judaist
- Lazar Herman (1896–1961), deutscher Autor
- Lazar Hrebeljanović (1329–1389), serbischer Fürst
- Lazar Horowitz (1803–1868), Rabbiner in Wien
- Lasar Moissejewitsch Kaganowitsch (1893–1991), sowjetischer Politiker
- Lazar Marković (* 1994), serbischer Fußballspieler
- Lazar Mojsov (1920–2011), mazedonischer Journalist, Politiker und Diplomat
- Lazar Ristovski (* 1952), serbischer Schauspieler
- Lazar Wechsler (1896–1981), polnisch- und österreichischstämmiger Filmproduzent

### Familienname
- Andor Lázár (1882–1971), ungarischer Jurist und Politiker
- Andrew Lazar (* 1966), US-amerikanischer Filmproduzent
- Annemarie Lazar (* 2002), deutsche Tennisspielerin
- Auguste Lazar (1887–1970), österreichische Schriftstellerin
- Berel Lazar (* 1964), Oberrabbiner von Russland
- Colomann Lazar (auch Coloman Lázár; 1827–1874), ungarischer Zoologe
- Cornel Lazăr (Politiker), rumänischer Politiker
- Cornel Lazăr (Fußballspieler), rumänischer Fußballspieler
- Costin Lazăr (* 1981), rumänischer Fußballspieler
- Curtis Lazar (* 1995), kanadischer Eishockeyspieler
- Dragoș Lazăr (1930–2009), rumänischer Mathematiker
- Dumitru Lazăr (* 1928), rumänischer Politiker und Botschafter
- Elisabeta Lazăr (* 1950), rumänische Ruderin
- Ervin Lázár (1936–2006), ungarischer Schriftsteller
- Erwin Lazar (1877–1932), österreichischer Kinderarzt und Heilpädagoge
- Eva Lazar (1914–1944 oder 1945), siebenbürgische Malerin
- Evelyn Lazar (1933–2025), deutsche Fernsehmoderatorin
- Georgeta Petrea-Lazăr (* 1973), rumänische Leichtathletin
- Gheorghe Lazăr (1779–1823), rumänischer Pädagoge
- György Lázár (1924–2014), ungarischer Politiker
- Gyula Lázár (1911–1983), ungarischer Fußballspieler und -trainer
- Ingmar Lazar (* 1993), französischer Pianist
- János Lázár (* 1975), ungarischer Politiker
- Josef Hans Lazar (1895–1961), deutscher Presseattaché
- Lothar Lazar (* 1947), deutscher Fußballspieler
- Maria Lazar (1895–1948), österreichische Schriftstellerin und Übersetzerin
- Mihai Lazăr (* 1986), rumänischer Rugby-Union-Spieler
- Mitchell A. Lazar (* 1956), US-amerikanischer Mediziner
- Monika Lazar (* 1967), deutsche Politikerin (Grüne)
- Oliver Lazar (* 1974), deutscher Mediziner und Informatiker
- Otto Lazar (1891–1983), österreichischer Ingenieur und Bibliothekar
- Pál Lázár (* 1988), ungarischer Fußballspieler
- Paul Lazar (* 1955), US-amerikanischer Schauspieler und Theaterregisseur
- Petr Lazar (* 1976), tschechischer Radrennfahrer
- Reka Lazăr-Szabo (* 1967), rumänische Florettfechterin
- Robert Lazar (* 1959), US-amerikanischer Ufologe
- Sam Lazar (* 1933), US-amerikanischer Jazzorganist
- Santiago Lazar (* 2008), uruguayischer Sprinter
- Ștefana Lazăr (* 2002), rumänische Tennisspielerin
- Tomasz Lazar (* 1985), polnischer Fotograf
- Valentin Lazăr (* 1989), rumänischer Fußballspieler
- Veronica Lazar (1938–2014), italienische Schauspielerin

### Sonstiges
- Lazar BVT, ein minengeschützter, gepanzerter Truppentransporter serbischer Produktion
- LaZAR – Repositorium für regionalwissenschaftliche Forschungsdaten